# Храм Воскресения Христова (Вецслобода)
Храм Воскресения Христова (латыш. Vecslabadas Kristus Augšāmcelšanās pareizticīgo baznīca) — православный храм в селе Вецслобода (Латвия). По некоторым оценкам, является самой крупной сельской церковью во всей Прибалтике. Единственный в Латвии храм в честь Воскресения Христова.

## Архитектура
```
«Новый храм Воскресения Христова безусловно принадлежит к лучшим храмам в Латвии, и по своей архитектуре, и по художественной отделке». — [[С. П. Сахаров]]
```

Размеры храма 29 х 17,5 х 13,3 метра. Храм в основании построен в форме креста и увенчивается шестью куполами. Все иконы иконостаса написаны в академическом стиле академиком живописи Н. И. Верхотуровым. Пол в храме покрыт цементными разноцветными плитами.

## История храма
В 1899 году утверждается план новой каменной церкви в Вецслободе. К 1904 году пожертвования прихожан достигают 12000 рублей. Недостающую сумму на постройку храма выделяет обер-прокурор Владимир Саблер. Указом Его Императорского Величества Николая II, была выдана сумма в размере 17000 рублей.
18 июня 1906 года состоялась закладка храма. Работами по постройке руководил епархиальный архитектор Коршиков. Храм строился из кирпичей, изготовленных на местных кирпичных заводах, где использовали только местную глину.
Храм был освящён 2 ноября 1908 года протоиереем Федором Никоновичем. Таким образом, Вецслобода (Старая Слобода) становится единственным в Латвии селом с двумя одновременно действующими православными храмами.
В 1940-х годах один из куполов храма пострадал в результате удара молнии и долгое время не восстанавливался.
С 1991 года на праздник Преображения Господня в Вецслободе ежегодно совершается крестный ход от храма Воскресения Христова к старому Преображенскому храму.